# Gochnatia masiana
Gochnatia masiana là một loài thực vật có hoa trong họ Cúc. Loài này được Jervis & Alain mô tả khoa học đầu tiên.